# Nesophontes edithae
Nesophontes edithae — вымершее млекопитающее из рода Незофонты отряда насекомоядных.
Обитали на Пуэрто-Рико (включая остров Вьекес) и на Виргинских островах (острова Сент-Томас и Сент-Джон).
Были ночными зверями, питались насекомыми, жили в лесах и среди низких кустарников в горных местностях. Являлись самым крупным представителем рода, вероятно, из-за отсутствия пищевых конкурентов среди щелезубов, не водившихся на Пуэрто-Рико.
Скорее всего с этими животными европейцы никогда не встречались. Первоначальные находки — кости, обнаруженные в июле 1916 года в пещерах Клара и Катедраль около пуэрториканского города Моровис, и описанные в том же году Гарольдом Энтони — принадлежали особям, жившим около 7500 лет назад. Радиоуглеродный анализ современных находок, обнаруженных с артефактами аборигенов острова, вперемешку с единовременными останками крыс, указывает на то, что эти мезофонты застали колониальный период и, возможно, дожили вплоть до XVI века.

## Этимология
Родовой эпитет происходит от двух древнегреческих слов: νήσος — остров и φόντης — убийца. Вид был назван по имени Эдит Энтони (англ. Edith I. Anthony) — жены учёного, описавшего вид, которая первой нашла череп этого животного.